# Brian Hannon
Brian Hannon (* 26. September 1965 in Utica, New York) ist ein ehemaliger US-amerikanischer Eishockeyspieler mit deutscher und irischer Staatsbürgerschaft, der in den USA und in Deutschland auf der Position des Stürmers spielte. In der höchsten deutschen Spielklasse war er für die Düsseldorfer EG, Berlin Capitals, Kassel Huskies und Frankfurt Lions aktiv.

## Karriere
Brian Hannon begann bei der Michigan Tech University in der NCAA mit dem Eishockeyspielen, für die er zwischen 1983 und 1988 die Schlittschuhe schnürte. Anschließend verbrachte er eine Saison bei den Carolina Thunderbirds in der ECHL, bevor er für zwei Spielzeiten für die Fort Wayne Komets aus der International Hockey League aufs Eis ging.
1990 wechselte Hannon nach Deutschland, wo er zunächst für den EV Stuttgart in der 2. Liga Süd, aber auch bei der Düsseldorfer EG in der 1. Bundesliga
auflief. Die folgende Spielzeit verbrachte Hannon in der Oberliga Süd beim EV Pfronten und in der 2. Liga Süd beim EV Ravensburg. In der Saison 1992/93 stand er im Bundesligakader beim EC Ratingen und den Berlin Capitals, bevor er 1993 für zwei Spielzeiten zu den Kassel Huskies wechselte, mit denen er aus der 2. Bundesliga in die DEL aufstieg.
Danach unterschrieb Hannon für zwei Saisons bei den Frankfurt Lions aus der DEL und ging in der Saison 1997/98 für den Meister der zweitklassigen 1. Liga, den EHC Neuwied aufs Eis, mit denen er die Meisterschaft der 1. Liga verteidigen konnte. Die folgende Saison verbrachte er bei deren Ligakonkurrent GEC Nordhorn, bevor er beim SC Bietigheim-Bissingen nach zwei weiteren Spielzeiten in der 2. Bundesliga seine Karriere beendete.

## Erfolge und Auszeichnungen
- Vizemeister der 2. Bundesliga 1993/94 (Aufstieg in die DEL)
- Meister der 1. Liga 1998